# Дорофеева, Татьяна Валерьяновна
Татья́на Валерья́новна Дорофе́ева (25 января 1948, Пенза — 29 января 2012, Москва) — российский филолог-востоковед, переводчик.

## Биография
В 1970 году окончила Институт восточных языков при МГУ. В 1970—1971 гг. стажировалась по малайскому языку в Университете Малайя. кандидат филологических наук (1980 год, тема диссертации «Функционирование и развитие малайского языка»). Преподавала в Институте стран Азии и Африки при МГУ малайский язык с 1972 года, одновременно работала в Институте практического востоковедения (с 1994 года).
В 1996—1998 преподавала русский язык в Университете Малайя.
Автор монографии «История малайского языка» (2001), «Пособия по малайзийскому языку» (1991, совместно с Н. П. Каштановой, «Учебника малайского (малайзийского) языка» (2006, совместно с Е. С. Кукушкиной) и многочисленных статей по малайскому языку и языковой политике в Малайзии.
Учёный секретарь Общества «Нусантара», действительный член Русского географического общества. Один из организаторов традиционной конференции молодых учёных «Малайский мир».
Скончалась после тяжёлой болезни в Москве. Похоронена на кладбище Ракитки.

Т. В. Дорофеева со студентами, изучающими русский язык в Университете Малайя (1996 г.)

## Основные труды
Источник информации — электронный каталог РНБ:
1. Дорофеева Т. В. Функционирование и развитие малайзийского языка: Автореф. дис. … канд. филол. наук. — М.: Изд-во Моск. ун-та, 1980. — 28 с.
2. Дорофеева Т. В. История письменного малайского языка (VII — начала XX веков). — М.: Гуманитарий, 2001. — 298 с. — ISBN 5-89221-037-5.
3. Индонезийский и малайский мир во втором тысячелетии: основные вехи развития = Indonesian and Malay world in the second millenium: milestones of development: Докл. участников 11-го Европ. коллоквиума по индонез. и малайс. исслед., Москва, 29 июня — 1 июля 1999 г./ Редкол.: Т. В. Дорофеева и др. — М.: Гуманитарий, 2000. — 324 с. — ISBN 5-89221-027-8.
4. Дорофеева Т. В., Кукушкина Е. С. Учебник малайского (малайзийского) языка: Для студентов 1—2 курсов, изучающих малайзийский язык в качестве основного/ МГУ им. М. В. Ломоносова, Ин-т стран Азии и Африки. — Перераб. и доп. ред. «Учебного пособия по малайзийскому языку» (МГУ, 1991). — М.: Академия гуманитарных исследований, 2006. — 383 с. — ISBN 5-98499-070-9.
5. Дорофеева Т. В. Учебное пособие по малайзийскому языку: Для студентов 1-го курса/ МГУ им. М. В. Ломоносова, Ин-т стран Азии и Африки. Каф. филологии Юго-Вост. Азии, Кореи и Монголии. — М.: Изд-во МГУ, 1991. — 270 с. — ISBN 5-211-01884-2.
6. Филиппины в Малайском мире: Сб. ст./ Сост. Б. Б. Парникель; Отв. ред. Т. В. Дорофеева, Б. Б. Парникель. — М.: МЦ РГО, 1994. — 120 с. — (Малайско-индонезийские исследования/ Рос. акад. наук; Рус. геогр. о-во, Моск. центр; Рез. на англ. яз.) — Библиогр. в конце ст.
7. Tatiana V. Dorofeeva, Yury A. Lander, ред. Материалы докладов III конференции молодых специалистов «Малайский мир: история, филология, культура». М.: ИВ РАН, 2004.
8. Dorofeeva, Tatiana V. (2011) Bahasa Melayu Seumpama Bahasa Latin di Rantau Nusantara (Малайский — латынь Нусантары). Jurnal Terjemahan Alam & Tamadun Melayu, 2 (2). Bangi: Universiti Kebangsaan Malaysia, pp. 163—171. ISSN 2180-043X
9. Т. В. Дорофеева, Е.С Кукушкина, В. А. Погадаев. Большой малайско-русский словарь. Консультант почётный профессор Дато Доктор Асмах Хаджи Омар. Около 60 тыс. слов. М.: Ключ-С, 2013 ISBN 978-5-93136-192-5

## Семья
В 1971 году познакомилась со своим будущим мужем, О. Е. Португалом. Имела двоих детей — сына Николая (род. 1971) и дочь Светлану (род. 1981).